# 風のおもかげ
『風のおもかげ』（かぜのおもかげ）はシンガーソングライターさだまさしの1983年11月30日発表のソロ8枚目のオリジナル・アルバムである。

## 概要
- この年は、さだまさしのデビュー10周年にあたり、東京・大阪・名古屋でそれまでに作ったほぼ全ての曲目を歌う記念コンサートが行われた。

## 解説

### アナログA面
1. 向い風
不二家ソフトエクレアTV・CMイメージソングで、グレープ時代の相棒であった吉田政美がバップの音楽ディレクターとしてさだに製作を依頼してきた楽曲。当時の借金苦と世間からのバッシングに悩むさだへの彼なりの応援としての一面を有しており、この曲を依頼する際「ヨットは逆風の力を受けて前進する」という言葉をさだに対し語っている（エピソードの概要はエッセイ集「もう愛の唄なんて詠えない」に収録)。
恋人との別れを予感した女性の心情を歌ったバラード。ベストアルバム『さだまさし ベスト3-賛』にも収録されているほか、さだを敬愛している平原綾香が、この曲を平和祈念コンサート『夏 長崎から さだまさし』（2006年8月6日）にゲスト出演した際に歌っている。
2. 上海物語
グレープ時代の「フレディもしくは三教街」同様、戦間期の中国の租界での恋と、それを奪った戦争について描いている。
3. 安曇野 (あずみの)
長野県の安曇野を舞台に、前作に収録されていた「人買」や1979年のアルバム『夢供養』に収録されている「風の篝火」同様、都会へ出た女性と地元に残った男性の開いてしまった心の距離を表現した作品。
4. 甲子園
夏の甲子園・準決勝のテレビ中継が流れている喫茶店で向かい合う男女が描かれている。
5. あこがれの雲南
『長江』で辛酸を舐めたさだだが、祖父や祖母が活躍した大陸への想いはまだ失われていなかったことを示す曲である。

### アナログB面
1. CONGRATULATIONS
みんなの憧れのマドンナが見ず知らずの男と結婚することになり、狼狽する男達だったが、やがて彼女の幸せを願ってお祝いをする、というややコメディータッチのウェディングソング。
2. 孤独 (ソリティア)
愛する人に先立たれ、住み慣れた家を出て行くと決めた女性の、深い愛情を表現した曲。
3. 転校生 (ちょっとピンボケ)
急に転入し、また急に去っていった少女との甘く切ない思い出を少年の視点で歌った作品。タイトルはロバート・キャパの著作からとられたものと思われる。
4. 津軽
冬の津軽地方を舞台に、かつての恋人を思い出す歌。
5. 祈り
その名の通り、被爆地・長崎出身のさだが平和への祈りを込めた楽曲。後に行われたコンサート『夏 長崎から』のエンディングやアンコールにも良く使われ、最後のスキャット部分を観客と共に歌うことが多かった。

- 全て作詩・作曲：さだまさし、編曲：渡辺俊幸

## 収録曲

### LP / CT
| 全作詞・作曲: さだまさし、全編曲: 渡辺俊幸。 |                       |            |            |      |
| #                                            | タイトル              | 作詞       | 作曲・編曲 | 時間 |
| 1.                                           | 「向い風」            | さだまさし | さだまさし | 5:34 |
| 2.                                           | 「上海物語」          | さだまさし | さだまさし | 4:34 |
| 3.                                           | 「安曇野 (あずみの)」 | さだまさし | さだまさし | 4:49 |
| 4.                                           | 「甲子園」            | さだまさし | さだまさし | 4:48 |
| 5.                                           | 「あこがれの雲南」    | さだまさし | さだまさし | 4:13 |
| 合計時間:                                    | 合計時間:             | 23:58      |            |      |

| 全作詞・作曲: さだまさし、全編曲: 渡辺俊幸。 |                               |            |            |      |
| #                                            | タイトル                      | 作詞       | 作曲・編曲 | 時間 |
| 1.                                           | 「CONGRATULATIONS」           | さだまさし | さだまさし | 3:53 |
| 2.                                           | 「孤独 (ソリティア)」         | さだまさし | さだまさし | 4:07 |
| 3.                                           | 「転校生 (ちょっとピンボケ)」 | さだまさし | さだまさし | 4:17 |
| 4.                                           | 「津軽」                      | さだまさし | さだまさし | 4:12 |
| 5.                                           | 「祈り」                      | さだまさし | さだまさし | 5:43 |
| 合計時間:                                    | 合計時間:                     | 22:12      |            |      |

## 参加したミュージシャン
- リード・ボーカル：さだまさし（ヴァイオリン 、ホイッスル A面2）
- アコースティックギター：谷康一（A面1-3.5 B面1-5）、さだまさし（A面3.4）、坂元昭二（A面4）
- エレキギター：今剛（A面1.3.5 B面1.3-5/スティール・ギター A面5 B面3）、松下誠（A面2 B面2）
- マンドリン：田中早苗（A面4 B面5）
- ピアノ、エレクトリックピアノ：山田秀俊（ピアノ A面1.3 B面1.4.5/エレクトリックピアノ A面1.2.4.5 B面1-3）
- シンセサイザー：渡辺俊幸（フェアライトCMI A面1.3.4 B面1.4/プロフェット10 A面1.2.4 B面1-4/プロフェット5 A面5/PPG Wave2.2 B面1/リン・ドラム A面4）、八野行恭（PPG Wave2.2 B面1）
- シンセサイザー・プログラミング：浦田恵司（A面1-4 B面1-4）、杉原和司（A面5）
- ベース：高水健司（A面1-3.5 B面1-5）
- ドラムス：菊地丈夫（A面1.3.5）、宮崎まさひろ（A面2 B面2.3）、山木秀夫（B面1.4/シモンズ電子ドラム B面4）、島村英二（B面5）
- パーカッション：穴井忠臣（A面1 B面1.3-5）、鳴島英治（A面5）
- アコーディオン：風間文彦（B面5）
- アルト・サクソフォーン：ジェイク・コンセプション（B面1.2）
- クラリネット：ジェイク・コンセプション（A面4）、佐野博美（B面5）
- フルート：旭孝（A面1 B面5/ケーナ A面3/パンパイプ B面4）
- オーボエ：坂宏之（A面1 B面5）
- ホルン：沖田晏宏、有馬純晴（B面5）
- ストリングス：加藤ジョーストリングス（A面1.3 B面4.5）、渡辺俊幸（指揮）
- コーラス：松下誠（B面2）、山田秀俊（B面2.3）